# Vaseline

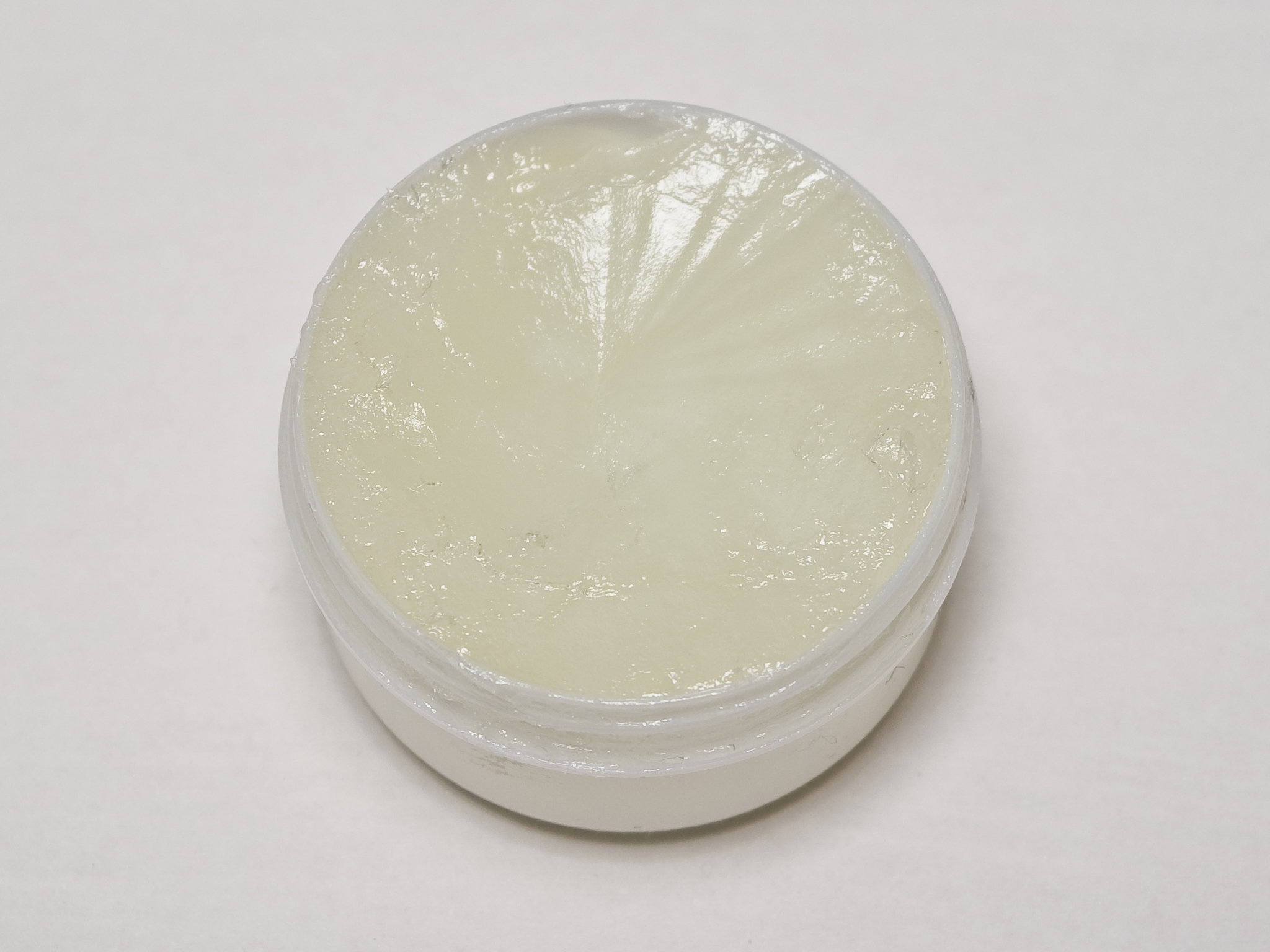
Vaseline

Vaseline (/ˈvæsəliːn/) là nhãn hiệu của một loại sản phẩm làm bằng sáp của Unilever - công ty Hà Lan và Anh Quốc. Các sản phẩm bao gồm kem dưỡng da, nước hoa, chất làm sạch và chất khử mùi. Tên gọi Vaseline được dẫn chiếu lần đầu trong bằng sáng chế cấp tại Mỹ (U.S. Patent 127,568) của Robert Chesebrough - nhà sáng chế ra loại sáp này - vào năm 1872. Trong bằng có ghi: "Tôi, Robert Chesebrough, đã phát minh ra một loại sản phẩm mới và hữu ích làm từ sáp có tên Vaseline". Từ "vaseline" được tin là cấu tạo từ tiếng Đức wasser ("nước") và tiếng Hy Lạp έλαιον ("dầu"). Trong tiếng Việt, có thời Vaseline được gọi là "sáp nẻ Liên Xô".